# Leitgeschwindigkeitsbereich
Unter dem Leitgeschwindigkeitsbereich versteht die DB Netz AG eine Anforderung an die Genauigkeit und Qualität von Gleisoberbauarbeiten, die in Ausschreibungen angegeben werden. Die Ausführung der Bauarbeiten muss so gestaltet werden, dass die Gleise und Weichen später mit der gewünschten, im Leitgeschwindigkeitsbereich liegenden Geschwindigkeit, in Betrieb genommen werden können. Bei Ausschreibungen wird dies nur bei kompletten Oberbauneubauten angegeben, nicht bei sonstigen, nur oberflächlichen Maßnahmen an bereits vorhandenem Oberbau.
Es gibt folgende Leitgeschwindigkeitsbereiche:
- I: > 160 km/h (Schnellverkehr), > 230 km/h (Hochgeschwindigkeitsverkehr)[2]
- II: 121 – 160 km/h
- III: 50 – 120 km/h[3]
- I-S-Bahn: 50 – 120 km/h, Gleise, die nur von Stadtschnellbahnen befahren werden gem. EBO

Der Leitgeschwindigkeitsbereich betrifft dabei nur die bauliche Ausführung des Oberbaus, nicht jedoch der Oberleitung oder Zugbeeinflussung. Die tatsächlich freigegebene Geschwindigkeit kann daher unter dem Leitgeschwindigkeitsbereich liegen. Außerdem müssen vorhandene Gleisbögen in Abhängigkeit von der eingebauten Überhöhung beachtet werden. Nach Wegfall der sonstigen Einschränkungen ist die Gleisanlage jedoch ohne weiteren Umbau für eine entsprechend höhere Geschwindigkeit zulassbar.